# Anomis microphrica
Anomis microphrica är en fjärilsart som beskrevs av Turner 1933. Anomis microphrica ingår i släktet Anomis och familjen nattflyn. Inga underarter finns listade i Catalogue of Life.